# Favresse

Favresse este o comună în departamentul Marne, Franța. În 2009 avea o populație de 179 de locuitori.